# Пам'ятки Славути
У місті Славута Хмельницької області до Державного реєстру пам'яток історії та культури України занесено 12 пам'яток історії і 2 пам'ятки архітектури.

## Пам'ятка архітектури
| № п./п. | охоронний номер | Найменування         | адреса                | рік встановлення |
| ------- | --------------- | -------------------- | --------------------- | ---------------- |
| 1       | 1699            | Торгові ряди         | площа Шевченка        | кінець XVIII ст. |
| 2       |                 | Костел святої Дороти | вул. Кн. Сангушків, 2 | 1825             |

## Пам'ятки історії
| № п./п. | Охоронний номер | Найменування                                                                                       | Адреса                                                  | Рік встановлення          | Автори          |
| ------- | --------------- | -------------------------------------------------------------------------------------------------- | ------------------------------------------------------- | ------------------------- | --------------- |
| 1       | 2160            | Місце масових розстрілів та поховань мирних радянських громадян                                    | вул. Ізяславська, 11                                    | 1985                      | місцеві майстри |
| 2       | 2159            | Могила моряка крейсера «Варяг», учасника повстання на броненосці «Потемкин» А. Д. Войцехівського   | вул. Ярослава Мудрого,15                                | 1957                      | місцеві майстри |
| 3       | 2158            | Могила Героя Радянського Союзу С. І. Дикалова                                                      | вул. Ярослава Мудрого,15                                | 1950                      | місцеві майстри |
| 4       | 1851            | Могила прикордонника Г. Я. Варавіна                                                                | вул .Соборності, 2                                      | 1972                      | місцеві майстри |
| 5       | 1040            | Могила прикордонника В. М. Сметаніна                                                               | вул .Соборності, 2                                      | 1967                      | місцеві майстри |
| 6       | 1036            | Братська могила радянських воїнів                                                                  | вул. Соборності, 29                                     | 1986                      | Львівська КСФ   |
| 7       | 1041            | Могила Героя Радянського Союзу А. З. Одухи                                                         | вул. Соборності , 29                                    | 1986                      | місцеві майстри |
| 8       | 1884            | Приміщення лікарні, в якій працював Герой Радянського Союзу Ф. М. Михайлов                         | вул. Соборності, 41                                     | 1967                      | місцеві майстри |
| 9       | 1852            | Будинок, де розташову-вався штаб 1-го Українського фронту                                          | вул. Сокола, 21                                         | 1974                      | місцеві майстри |
| 10      | 1036            | Братська могила радянських військовополонених Братська могила (1038) радянських військовополонених | південно-східна околиця перенесена з вул. Кірова у 2005 | 1967 рекон-струк-ція 2006 | місцеві майстри |
| 11      | 1076            | Місце 1-ї стоянки партизанського загону                                                            | 6 км від міста на північний захід Галицьке лісництво    | 1967                      | місцеві майстри |
| 12      | 1855            | Пам'ятка на честь підривників партизанського з'єднання імені Ф. М. Михайлова                       | м. Славута — 2 пост 8 км                                | 1979                      | місцеві майстри |

## Пам'ятки монументального мистецтва
| № п./п. | Охоронний номер | Найменування                  | Адреса              | Рік встановлення | Автори |
| ------- | --------------- | ----------------------------- | ------------------- | ---------------- | ------ |
| 1       | 1853            | Пам'ятник ГРС А. З. Одусі     | вул. Миру, 104      | 1977 р.          |        |
| 2       | 1854            | Пам'ятник ГРС Ф. М. Михайлову | вул. Соборності, 12 | 1962 р.          |        |